# Ryūichi
Ryūichi (jap. りゅういち, リュウイチ) – męskie imię japońskie.

## Możliwa pisownia
Ryūichi można zapisać, używając wielu różnych znaków kanji i może znaczyć m.in.:
- 龍一, „smok, jeden”
- 竜一, „smok, jeden”
- 隆一, „podnieść, jeden”

## Znane osoby
- Ryūichi Kawamura (隆一), japoński piosenkarz, twórca tekstów aktor i producent muzyczny
- Ryūichi Sakamoto (龍一), japoński muzyk, kompozytor (m.in. muzyki filmowej), producent oraz aktor
- Ryūichi Sugiyama (隆一), były japoński piłkarz
- Ryūichi Tanabe (隆一), japoński dyplomata

## Fikcyjne postacie
- Ryūichi Asami (隆一), główny bohater mangi i anime Target in the Finder
- Ryūichi Sakuma (竜一), bohater mangi i anime Gravitation
- Ryūichi Naruhodō (龍一) / Phoenix Wright, główny bohater gry typu visual novel Phoenix Wright: Ace Attorney